# Busuluk (Chopjor)
Der Busuluk (russisch Бузулук) ist ein linker, 314 km langer Nebenfluss des Chopjor im europäischen Teil Russlands.

## Verlauf
Der Busuluk entspringt in den westlichen Wolgahöhen im Norden der Oblast Wolgograd. Von dort fließt er zunächst nach Nordwesten. Wenige Kilometer vor der Einmündung der Tschornaja und der Matschecha wendet er sich nach Westen.
Nach der Einmündung des Karman biegt der Busuluk nach Süden ab, wo er bald die Stadt Nowoanninski erreicht. Nachdem er die Stadt passiert hat, nimmt er die Panika auf und fließt anschließend in vorwiegend südlicher Richtung, ehe er bei Ust-Busulukskaja in den Chopjor einmündet.
Im Sommer trocknet der hauptsächlich von Schmelzwasser gespeiste Fluss aufgrund des semiariden Klimas manchmal in seinem Oberlauf aus.